# Sportwagen-Weltmeisterschaft 1992

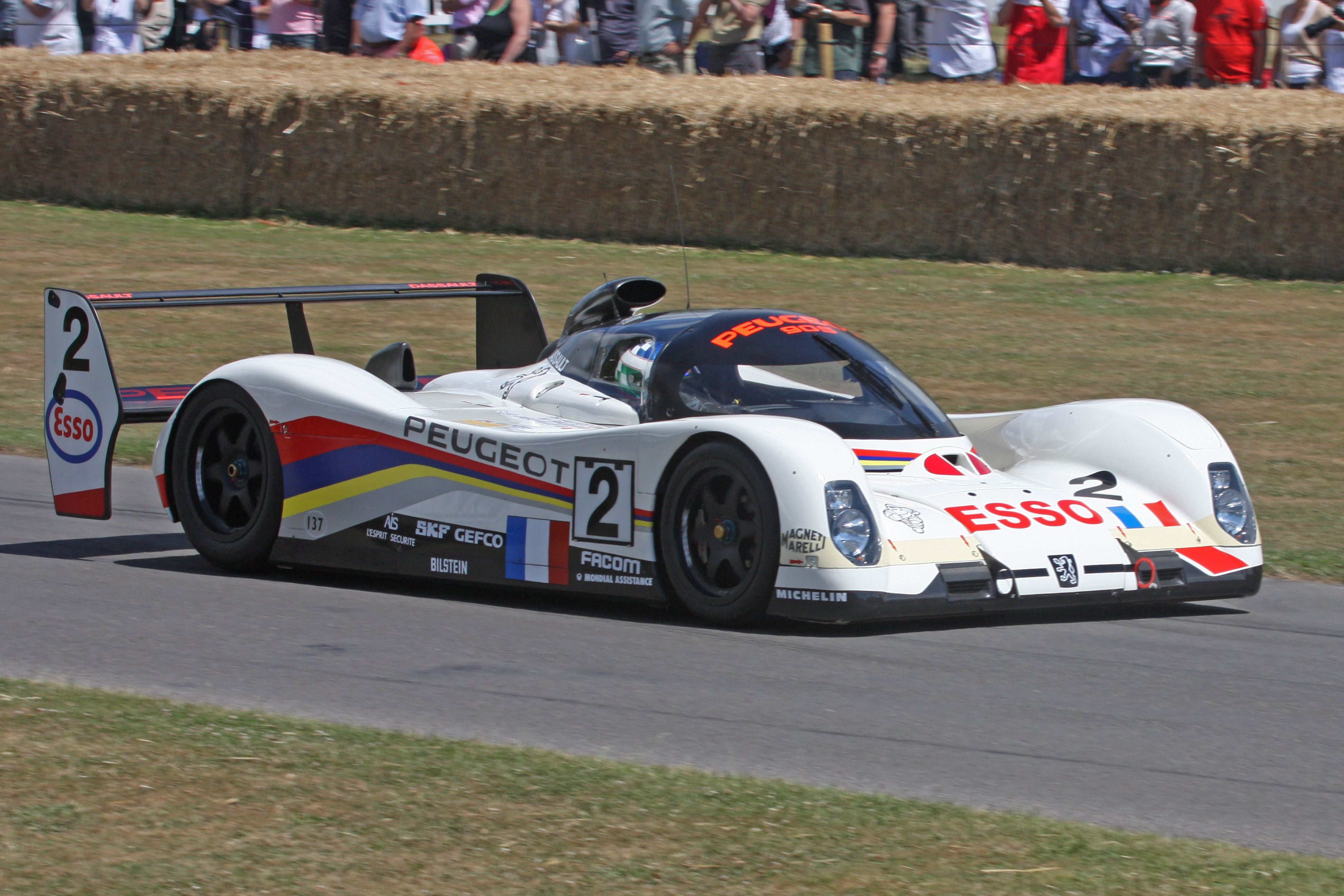
Peugeot 905 Evo 1

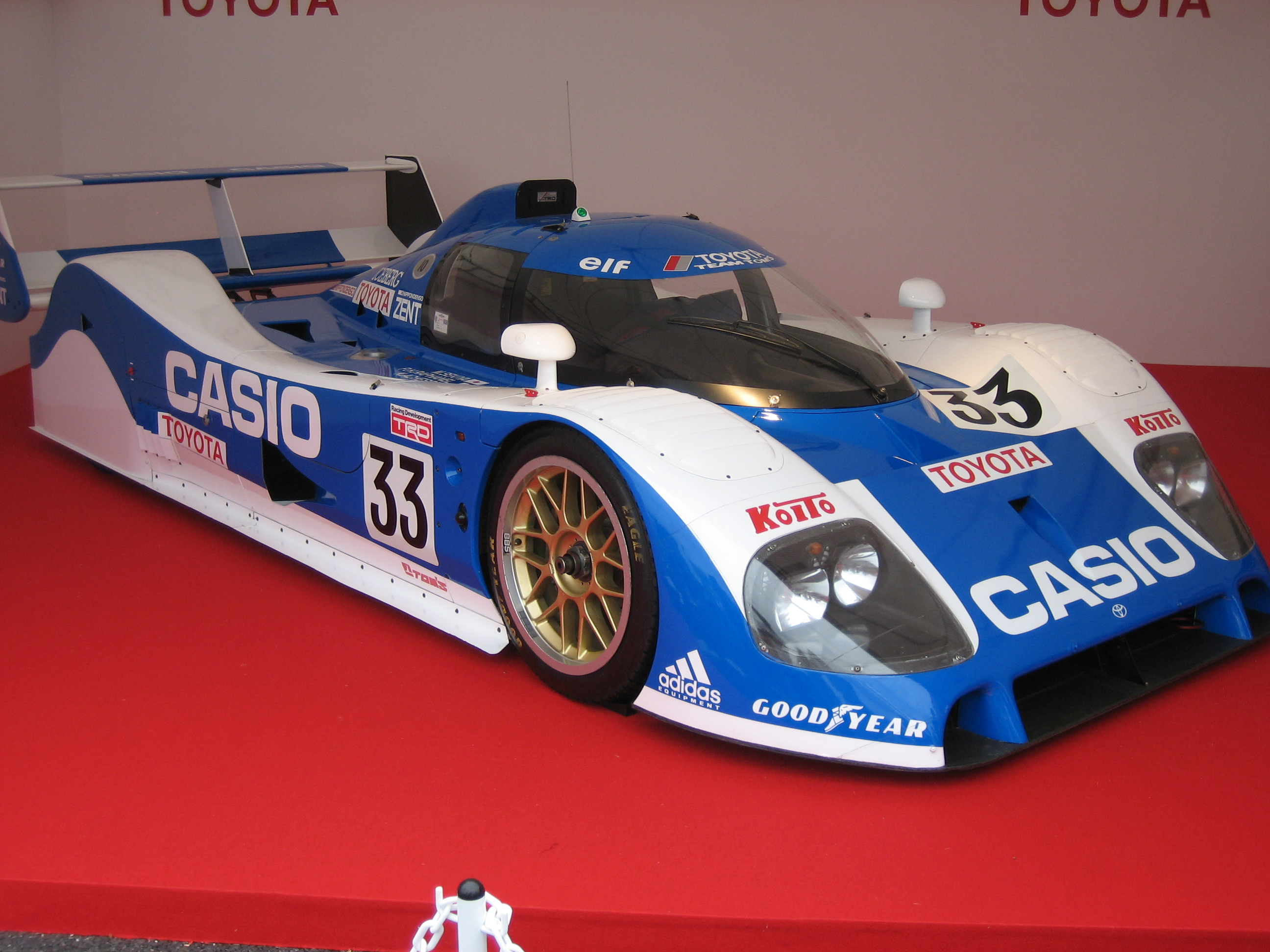
Toyota TS010

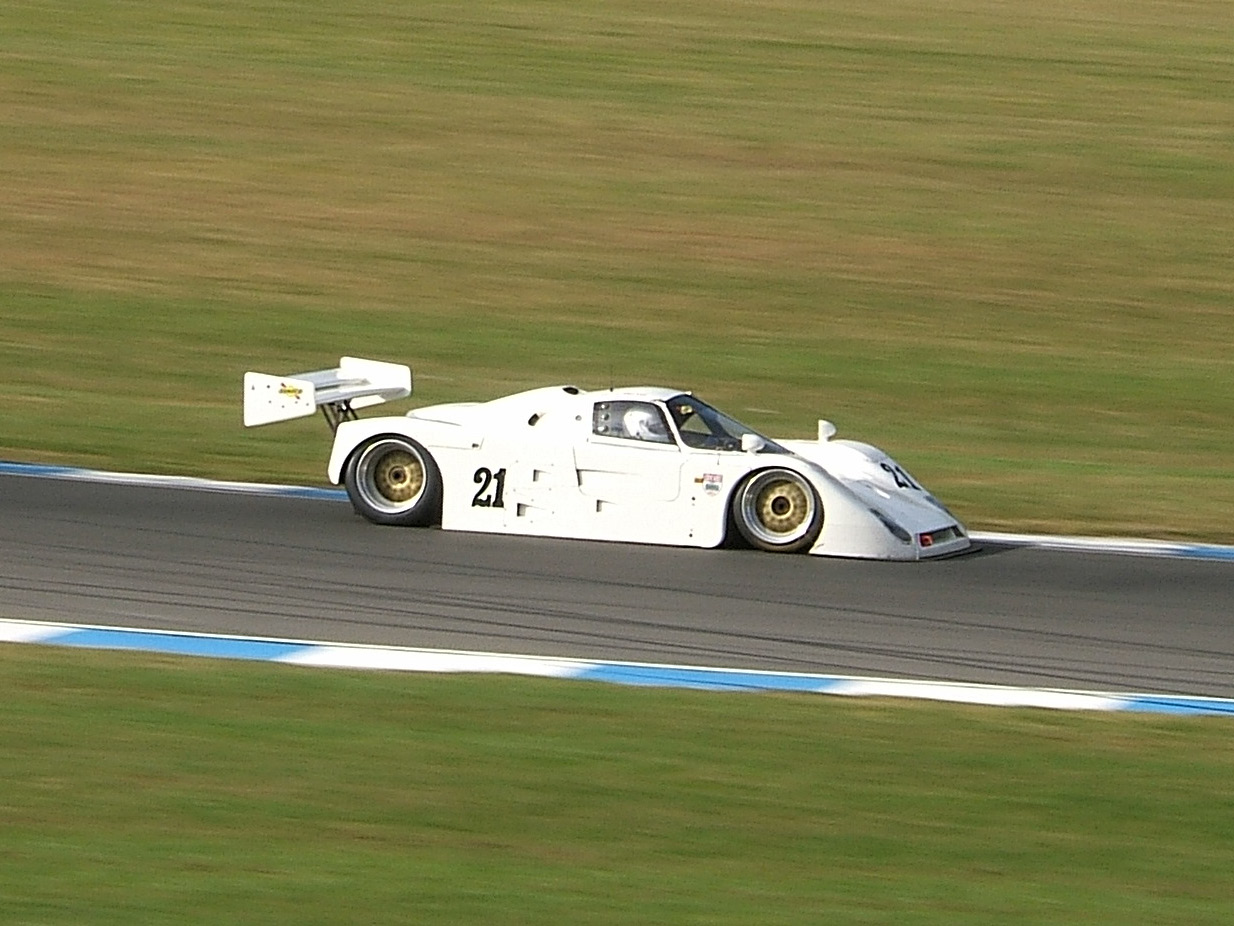
Spice SE90C

Die Sportwagen-Weltmeisterschaft 1992 war die 40. und letzte Saison dieser Meisterschaft. Sie begann am 26. Januar und endete am 18. Oktober 1992.

## Meisterschaft
1992 war die Sportwagen-Weltmeisterschaft auf einem Tiefpunkt angelangt. Schon 1991 litt die Serie unter einem Mangel an Teilnehmern, sodass die Verantwortlichen der FIA 1992 ursprünglich keine Weltmeisterschaft durchführen wollten. Nach mehrmaliger Urgenz aus dem Vorstand des französischen Automobilherstellers Peugeot lenkte die FIA ein. Unter dem Vorstandsvorsitz von Jean Boillot wurde 1990 der Peugeot 905 vorgestellt. Ziel des auf mehrere Jahre angelegten Projekts, war neben dem Sieg beim 24-Stunden-Rennen von Le Mans auch der Gewinn der Sportwagen-Weltmeisterschaft. Nachdem man sich 1991 Jaguar geschlagen geben musste, sollte 1992 der Erfolg folgen. Eine Absage der Meisterschaft hätte beim Ausleben des Titels für Peugeot einen erheblichen finanziellen Verlust bedeutet, da die Marketingaktivitäten des Konzerns auf Erfolge im Motorsport aufbauten. Als Peugeot versicherte, sich bei anderen Herstellern um ein Engagement zu bemühen, ließ sich die FIA umstimmen.
Das Ende der Meisterschaft wurde bereits mit der Sportwagen-Weltmeisterschaft 1989 eingeleitet. Von den Änderungen betroffen war sowohl das sportliche wie das technische Reglement der Gruppe C. Für die Saison 1989 reduzierte die FIA die Mindestdistanz der bisherigen Langstreckenrennen von 1.000 auf 480 Kilometer, 1991 dann auf 430 Kilometer. Ebenfalls 1989 wurde der bisherige Grundsatz einer Verbrauchsformel aufgegeben. Stattdessen sollten Gruppe-C-Fahrzeuge fortan von 3,5-Liter-Saugmotoren angetrieben werden. Dies entsprach dem damaligen Stand der Formel 1, in der ab 1989 Turbomotoren verboten waren. Die Gruppe C2 entfiel ersatzlos. Motorenhersteller wie Mercedes-Benz gaben fortan ihr Engagement im Sportwagenrennsport auf und belieferten stattdessen Formel-1-Teams mit Motoren. Für Privatteams war eine erfolgreiche Teilnahme an der Sportwagen-WM vor dem Hintergrund, dass de facto Formel-1-Technik eingesetzt werden musste, nicht mehr finanzierbar. Mitunter wird gemutmaßt, die FIA habe zu Beginn der Neunzigerjahre durch ihre Reglementänderungen die Gruppe C bewusst unattraktiv werden lassen, da diese in der Publikums- und Mediengunst gegenüber der Formel-1-Weltmeisterschaft (ebenfalls veranstaltet von der FIA) zu einer inzwischen übermächtigen Konkurrenz geworden sei.
Jaguar hatte sich mit dem Ende der Saison 1991 zurückgezogen, gab aber XJR-14-Chassis an Mazdaspeed ab. Dort wurde aus den Fahrgestellen der Mazda MXR-01 mit einem V10-Judd-Motor. Mazda bot dieses Fahrzeug Privatteams an. Bei Sauber hatte man nach Problemen mit dem Motor, die Entwicklung des Mercedes-Benz C292 aufgegeben, sodass neben dem Peugeot nur der Toyota TS010 als Werkswagen übrig blieb. Viele andere Projekte, wie der BRM P351 blieben Stückwerk.
Von den vorerst geplanten 10 Rennveranstaltungen wurden nur sechs ausgetragen. Punkte für die ersten zehn wurden wie folgt vergeben: 20-15-12-10-8-6-4-3-2-1. Teams die mehrere Fahrzeuge gemeldet hatten, erhielten nur Punkte für das am besten Platzierte. Außerdem musste der jeweilige Wagen für alle Weltmeisterschaftsläufe gemeldet sein. Fahrer erhielten nur dann Punkte, wenn der Wagen mindestens 90 % der Distanz des Siegerteams zurückgelegt hatte und sie mindestens 30 % der Renndistanz am Steuer saßen.
Peugeot gewann überlegen die Markenwertung, Yannick Dalmas und Derek Warwick wurden Fahrerweltmeister.

## Rennkalender
| Nr. | Datum          | Rennname / Rennstrecke                                         | Team                 | Gesamtsieger                               | Fahrzeug          | Meisterschaft     |
| --- | -------------- | -------------------------------------------------------------- | -------------------- | ------------------------------------------ | ----------------- | ----------------- |
| 1   | 26. April      | 500-km-Rennen von Monza (Autodromo Nazionale Monza)            | Toyota Team Tom’s    | Geoff Lees Hitoshi Ogawa                   | Toyota TS010      | Fahrer und Marken |
| 2   | 10. Mai        | 500-km-Rennen von Silverstone (Silverstone Circuit)            | Peugeot Talbot Sport | Derek Warwick Yannick Dalmas               | Peugeot 905 Evo 1 | Fahrer und Marken |
| 3   | 20. – 21. Juni | 24-Stunden-Rennen von Le Mans (Circuit des 24 Heures)          | Peugeot Talbot Sport | Derek Warwick Yannick Dalmas Mark Blundell | Peugeot 905 Evo 1 | Fahrer und Marken |
| 4   | 19. Juli       | 500-km-Rennen von Donington (Donington Park)                   | Peugeot Talbot Sport | Mauro Baldi Philippe Alliot                | Peugeot 905 Evo 1 | Fahrer und Marken |
| 5   | 30. August     | 1000-km-Rennen von Suzuka (Suzuka International Racing Course) | Peugeot Talbot Sport | Derek Warwick Yannick Dalmas               | Peugeot 905 Evo 1 | Fahrer und Marken |
| 6   | 18. Oktober    | 500-km-Rennen von Magny-Cours (Circuit de Nevers Magny-Cours)  | Peugeot Talbot Sport | Mauro Baldi Philippe Alliot                | Peugeot 905 Evo 1 | Fahrer und Marken |

## Marken-Weltmeisterschaft für Rennteams

### Gesamtwertung
| Position | Team                    | Fahrzeug               | 1  | 2  | 3  | 4  | 5  | 6  | Gesamt |
| -------- | ----------------------- | ---------------------- | -- | -- | -- | -- | -- | -- | ------ |
| 1        | Peugeot Talbot Sport    | Peugeot 905 Evo 1      | 15 | 20 | 20 | 20 | 20 | 20 | 115    |
| 2        | Toyota Team Tom’s       | Toyota TS010           | 20 |    | 15 | 12 | 15 | 12 | 74     |
| 3        | Mazdaspeed              | Mazda MXR-01           |    | 15 | 10 | 8  |    | 6  | 39     |
| 4        | Chamberlain Engineering | Spice SE89C            |    | 12 | 4  | 6  | 8  | 4  | 34     |
| 5        | Euro Racing             | Lola T92/10            |    |    | 6  | 10 | 10 |    | 26     |
| 6        | Team S.C.I.             | Spice SE90C Tiga GC288 |    | 10 |    | 4  |    | 3  | 17     |

### FIA Cup für Teams
| Position | Team                    | Fahrzeug               | 1  | 2  | 3  | 4  | 5 | 6  | Gesamt |
| -------- | ----------------------- | ---------------------- | -- | -- | -- | -- | - | -- | ------ |
| 1        | Chamberlain Engineering | Spice SE89C            | 20 | 20 | 20 | 20 |   | 20 | 100    |
| 2        | Team S.C.I.             | Spice SE90C Tiga GC288 |    | 15 |    | 15 |   | 15 | 45     |
| 3        | G.S.R. GmbH             | Gebhardt C91           | 15 |    |    |    |   |    | 15     |

## Fahrer-Weltmeisterschaft

### Gesamtwertung
| Position | Fahrer                | Team                    | Fahrzeug               | 1  | 2  | 3  | 4  | 5  | 6  | Gesamt |
| -------- | --------------------- | ----------------------- | ---------------------- | -- | -- | -- | -- | -- | -- | ------ |
| 1=       | Yannick Dalmas        | Peugeot Talbot Sport    | Peugeot 905 Evo 1      | 15 | 20 | 20 | 15 | 20 | 8  | 98     |
| 1=       | Derek Warwick         | Peugeot Talbot Sport    | Peugeot 905 Evo 1      | 15 | 20 | 20 | 15 | 20 | 8  | 98     |
| 3=       | Philippe Alliot       | Peugeot Talbot Sport    | Peugeot 905 Evo 1      |    |    | 12 | 20 | 12 | 20 | 64     |
| 3=       | Mauro Baldi           | Peugeot Talbot Sport    | Peugeot 905 Evo 1      |    |    | 12 | 20 | 12 | 20 | 64     |
| 5        | Geoff Lees            | Toyota Team Tom’s       | Toyota TS010           | 20 |    |    | 12 | 15 | 12 | 59     |
| 6        | Jan Lammers           | Toyota Team Tom’s       | Toyota TS010           |    |    | 8  |    | 15 | 12 | 35     |
| 7        | Ferdinand de Lesseps  | Chamberlain Engineering | Spice SE89C            |    | 12 | 4  | 6  | 8  | 4  | 34     |
| 8        | Maurizio Sandro Sala  | Mazdaspeed              | Mazda MXR-01           |    | 15 |    | 8  |    | 6  | 29     |
| 9        | Johnny Herbert        | Mazdaspeed              | Mazda MXR-01           |    | 15 | 10 |    |    |    | 25     |
| 10       | David Brabham         | Toyota Team Tom’s       | Toyota TS010           |    |    |    | 12 |    | 10 | 22     |
| 11       | Hitoshi Ogawa         | Toyota Team Tom’s       | Toyota TS010           | 20 |    |    |    |    |    | 20     |
| 12=      | Will Hoy              | Chamberlain Engineering | Spice SE89C            |    | 12 |    | 6  |    |    | 18     |
| 12=      | Andy Wallace          | Toyota Team Tom’s       | Toyota TS010           |    |    | 8  |    |    | 10 | 18     |
| 14       | Ranieri Randaccio     | Team S.C.I.             | Spice SE90C Tiga GC288 |    | 10 |    | 4  |    | 3  | 17     |
| 15       | Heinz-Harald Frentzen | Euro Racing             | Lola T92/10            |    |    | 6  | 10 |    |    | 16     |
| 16=      | Éric Hélary           | Peugeot Talbot Sport    | Peugeot 905 Evo 1      |    |    |    |    |    | 15 | 15     |
| 16=      | Christophe Bouchut    | Peugeot Talbot Sport    | Peugeot 905 Evo 1      |    |    |    |    |    | 15 | 15     |
| 16=      | Pierre-Henri Raphanel | Toyota Team Tom’s       | Toyota TS010           |    |    | 15 |    |    |    | 15     |
| 16=      | Kenny Acheson         | Toyota Team Tom’s       | Toyota TS010           |    |    | 15 |    |    |    | 15     |
| 20=      | Alex Caffi            | Mazdaspeed              | Mazda MXR-01           |    |    |    | 8  |    | 6  | 14     |
| 20=      | Robin Smith           | Team S.C.I.             | Spice SE90C            |    | 10 |    | 4  |    |    | 14     |
| 22       | Nick Adams            | Chamberlain Engineering | Spice SE89C            |    |    |    |    | 8  | 4  | 12     |
| 23=      | Hideshi Matsuda       | Euro Racing             | Lola T92/10            |    |    |    |    | 10 |    | 10     |
| 23=      | Phil Andrews          | Euro Racing             | Lola T92/10            |    |    |    | 10 |    |    | 10     |
| 23=      | Volker Weidler        | Mazdaspeed              | Mazda MXR-01           |    |    | 10 |    |    |    | 10     |
| 23=      | Jesús Pareja          | Euro Racing             | Lola T92/10            |    |    |    |    | 10 |    | 10     |
| 27       | Teo Fabi              | Toyota Team Tom’s       | Toyota TS010           |    |    | 8  |    |    |    | 8      |
| 28=      | Divina Galica         | Chamberlain Engineering | Spice SE89C            |    |    |    |    | 6  |    | 6      |
| 28=      | Jun Harada            | Chamberlain Engineering | Spice SE89C            |    |    |    |    | 6  |    | 6      |
| 30=      | Richard Piper         | Chamberlain Engineering | Spice SE89C            |    |    | 4  |    |    |    | 4      |
| 30=      | Olindo Iacobelli      | Chamberlain Engineering | Spice SE89C            |    |    | 4  |    |    |    | 4      |
| 33=      | Stefano Sebastiani    | Team S.C.I.             | Spice SE90C            |    |    |    |    |    | 3  | 3      |

### FIA Cup für Fahrer
| Position | Fahrer               | Team                    | Fahrzeug               | 1  | 2  | 3  | 4  | 5  | 6  | Gesamt |
| -------- | -------------------- | ----------------------- | ---------------------- | -- | -- | -- | -- | -- | -- | ------ |
| 1        | Ferdinand de Lesseps | Chamberlain Engineering | Spice SE89C            | 20 | 20 | 20 | 20 |    | 20 | 100    |
| 2        | Ranieri Randaccio    | Team S.C.I.             | Spice SE90C Tiga GC288 |    | 15 |    | 15 |    | 15 | 45     |
| 3=       | Will Hoy             | Chamberlain Engineering | Spice SE89C            |    | 20 |    | 20 |    |    | 40     |
| 3=       | Nick Adams           | Chamberlain Engineering | Spice SE89C            |    |    |    |    | 20 | 20 | 40     |
| 5=       | Bernard Thuner       | Chamberlain Engineering | Spice SE89C            | 20 |    |    |    |    |    | 20     |
| 5=       | Olindo Iacobelli     | Chamberlain Engineering | Spice SE89C            |    |    | 20 |    |    |    | 20     |
| 5=       | Richard Piper        | Chamberlain Engineering | Spice SE89C            |    |    | 20 |    |    |    | 20     |
| 8=       | Robin Smith          | Team S.C.I.             | Spice SE90C            |    | 15 |    |    |    |    | 15     |
| 8=       | Stefano Sebastiani   | Team S.C.I.             | Spice SE90C            |    | 15 |    |    |    |    | 15     |
| 8=       | Frank Kraemer        | G.S.R. GmbH             | Gebhardt C91           | 15 |    |    |    |    |    | 15     |
| 8=       | Almo Coppelli        | G.S.R. GmbH             | Gebhardt C91           | 15 |    |    |    |    |    | 15     |